# Богдашино
Богдашино — обезлюдевший посёлок в Ершовском районе Саратовской области, в составе сельского поселения Марьевское муниципальное образование. Основан в начале XX века как немецкий хутор Кёппенталь
Население - 0 (2010)

## История
Основан как немецкий хутор Кёппенталь в начале XX века (также был известен как Финк). Хутор относился к Верхне-Караманскому (Гнаденфлюрскому) району Трудовой коммуны (Области) немцев Поволжья (с 1923 года — АССР немцев Поволжья), после перехода к кантонному делению в составе Фёдоровского (Мокроусовского) кантона, с 1935 года Гнаденфлюрского кантона АССР немцев Поволжья. По состоянию на 1940 год являлся центром Кёппентальского сельсовета.
28 августа 1941 года был издан Указ Президиума ВС СССР о переселении немцев, проживающих в районах Поволжья. Немецкое население было депортировано. После ликвидации АССР немцев Поволжья посёлок, как и другие населённые пункты Гнаденфлюрского кантона был включен в состав Саратовской области, впоследствии переименован в Богдашино. Посёлок входил в состав Первомайского района, в составе Ершовского района с 1963 года

## Физико-географическая характеристика
Посёлок находится в Низком Заволжье, в пределах Сыртовой равнины, относящейся к Восточно-Европейской равнине, при овраге, относящемся к бассейну реки Миусс. Высота центра населённого пункта — 122 метра над уровнем моря. Рельеф полого-увалистый. Развита овражная сеть. В оврагах имеются пруды. Почвы — тёмно-каштановые.
По автомобильным дорогам расстояние до районного центра Ершов — 19 км, до областного центра города Саратова — 210 км. Близ села проходит просёлочная автодорога, связывающая сёла Миусс и Красный Боец
Часовой пояс
Богдашино находится в часовой зоне МСК+1. Смещение применяемого времени относительно UTC составляет +4:00.

## Население
Динамика численности населения по годам:
| Годы      | 1920 | 1922 | 1926 | 1931 | 2002 |
| --------- | ---- | ---- | ---- | ---- | ---- |
| Население | 46   | 383  | 57   | 452  | 11   |

| 2010 |
| ---- |
| 0    |

В 1931 году немцы составляли 96 % населения села (434 из 452).